# Tojkut
Tojkut (ukr. Тойкут) – wieś na Ukrainie, w obwodzie wołyńskim, w rejonie kowelskim.
Znajduje tu się przystanek kolejowy Niesuchojeże, położony na linii Kowel – Kamień Koszyrski.